# Canthon septemmaculatus
Canthon septemmaculatus är en skalbaggsart som beskrevs av Pierre André Latreille 1812. Canthon septemmaculatus ingår i släktet Canthon och familjen bladhorningar.

## Underarter
Arten delas in i följande underarter:
- C. s. cincticollis
- C. s. histrio